# 月経に関する偏見
月経に関する偏見では、月経のある女性に対する偏見、タブー、社会的スティグマ、それに関連する偏見や影響等について述べる。

## 概要

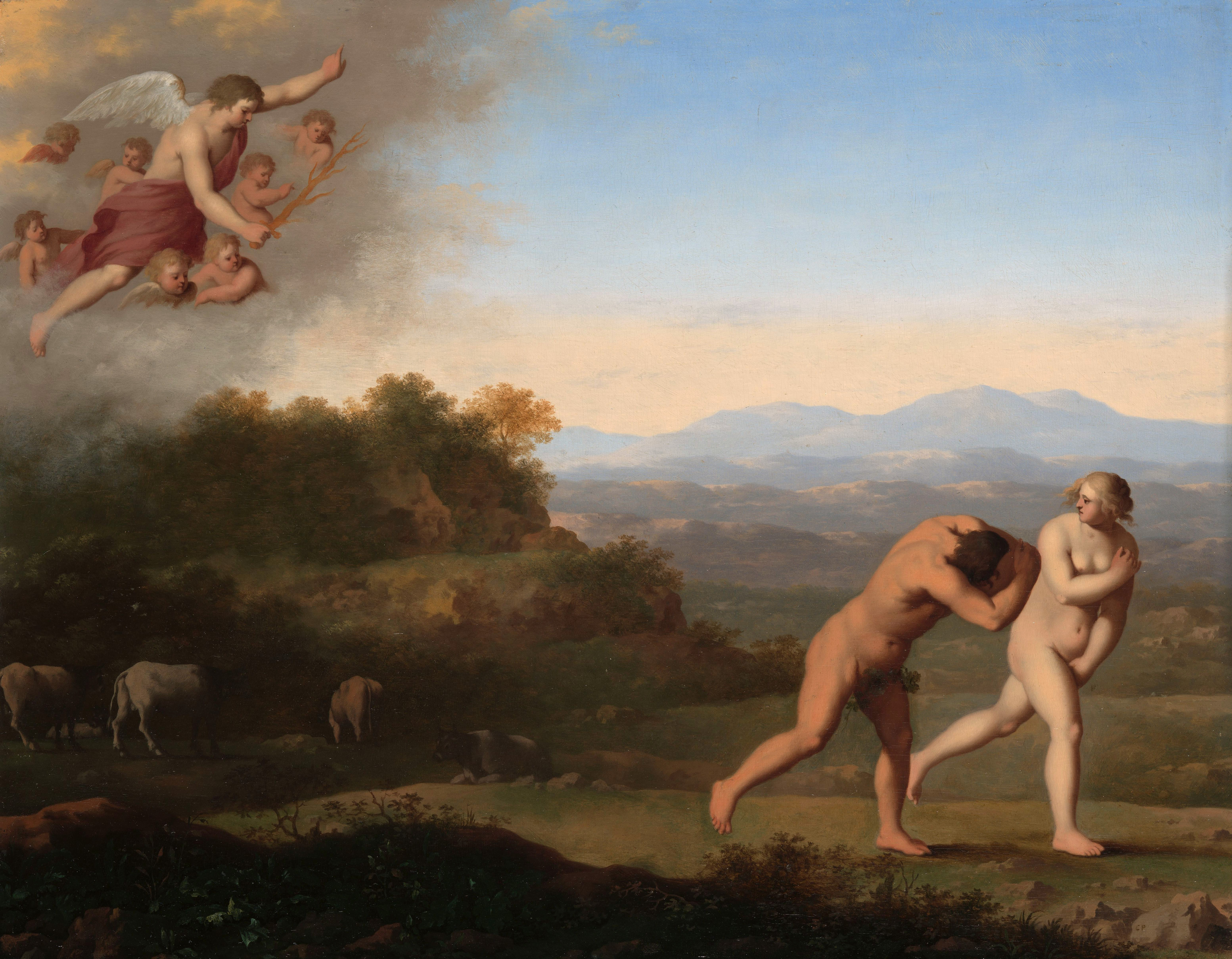
神を裏切り楽園を追放される最初の人間アダムとエバ。『旧約聖書』では、神はエバへの罰として、女性の出産の苦しみを大きく増し、それでも夫を慕い、夫に支配される者としたとされる。後に出産の苦痛の神罰が拡大解釈され、月経も含まれるようになった。

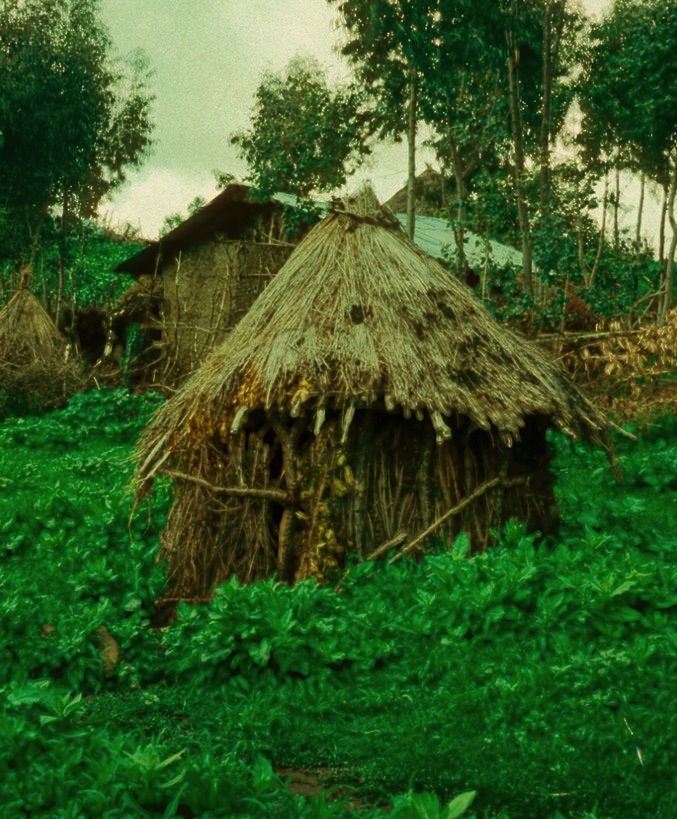
エチオピア北部のユダヤ人の村のニッダー（月経の女）小屋。『旧約聖書』レビ記では、月経中の女性は7日間穢れた（ニッダー）状態にあり、彼女が触れた人も物も夕方まで穢れるとされている。

月経に関する社会的、経済的、政治的、文化的障壁は、世界で約500万人に影響を与えていると言われる。社会的・文化的に月経は恥ずべきものという考えが強く、月経は歴史的に社会において、女性の劣等性を主張する手段として利用され、選挙や政治、市民社会に参加するには、女性は生理学的に不適格であることを示す「呪い」として使われてきた。エディンバラ・ネピア大学のカースティン・マックロードは、社会の中で女性にとって月経は「ジェンダーのスティグマと社会的不名誉として機能し、その存在が恒久的に続く」と述べている。
社会における月経観（月経に対する見方）には文化的側面があり（参考：文化と月経）、文化によって見方は異なる。月経は身体的な現象、生理現象であるが、女性たちはそれぞれの地域の月経に対する文化的・社会的な価値観の中で月経を経験する。月経中の女性や経血を穢れ、畏れの対象とする社会は多い。世界的に「血穢（経血の穢れ）」に基づく「月経不浄視」があり、月経は、穢れ、不浄なものとみなされたり、汚いもの、恥ずかしいものもみなされてきた。ユダヤ教、そこから派生したキリスト教、イスラム教や、それ以外の宗教的伝統は、様々な方法で世界各地で月経のタブーを形成してきた。
世界の主要な宗教で、女性は月経があるがために穢れた存在であると説かれ、現在でも世界各地で、月経中の女性を小屋（月経小屋）に隔離する慣習や（月経小屋に集まって過ごす時間は、先輩から様々な知恵を学ぶ等、女性達にとって特別なものでもあった）、月経中の女性は舟に乗ってはいけない、食品を加工してはいけない、といった、月経に関して女性の行動を制限する決まりが見られる。近年では、ネパールで2016年に10代の女子が月経小屋で死亡した。ネパールの月経小屋の慣習チャウパディはヒンドゥー教に根差しており、不衛生、寒さ、栄養不足等によって病気になったり、性的暴行を受けたり、野生動物に襲われるなどの被害を受けたり、命を失うこともある。チャウパディは2018年に非合法化したが、慣習が終わったわけではない。
アメリカで2021年に学生を対象に行われた調査（対象：13歳 - 19歳）の80％が、生理にはネガティブなイメージがあると感じていた。同じ調査では、57％が、こうした否定的なイメージから影響を受けたと感じたことがあり、64％が、社会は総じて女子に生理を恥じるように教えている、と考えていることがわかった。
生理の貧困の問題は、貧困への偏見と月経への偏見という二つのタブーが重なっており、生理の貧困に陥っている人が、利用可能な月経衛生対処支援があると知っていたとしても、多くの場合スティグマ（偏見）が、その支援へに手を伸ばすことを著しく妨げている。亡命などの苦境に陥り貧困状態でも、生理用品が必要な時に助けを求めず、食事を抜いて生理用品を買うといった行動が見られる。
月経の穢れ観は、地域によって早さに差はあるが、世界的に希薄化が進んでいる。
また、月経観はジェンダーによる差があり、男性の月経観は女性とは異なるという調査結果もある。

## 西洋

### 古代ギリシア・ローマ
古代ギリシアの時代から、西洋では、性別というものは成人男性を完成型とする１つしかなく、女性は「完成型になることができなかった男性」であり、女性の身体は男性の身体の「出来損ない」であると考えられていた。古代ローマの大プリニウスは経血は神秘性・有害性を説き、『博物誌』で次のように書いている。
大プリニウスの考えはヨーロッパで長く信じられ、19世紀初頭に一部でようやく俗説に格下げされた。

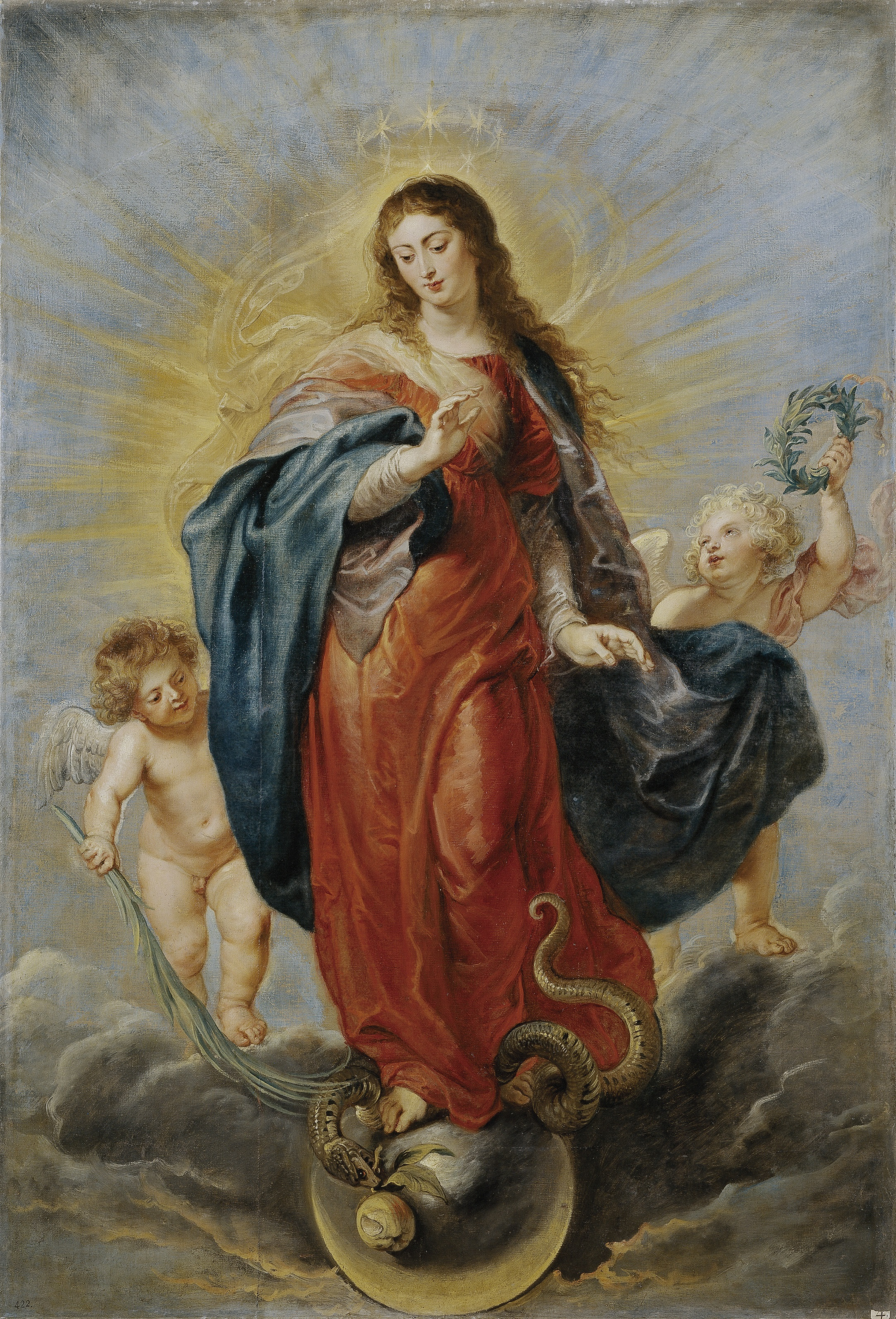
無原罪の御宿り、17世紀。キリスト教において邪悪の象徴である蛇を踏みつける聖母マリア。蛇は古来より、人間を助ける賢者、不死、生命、知恵の象徴であり、（キリスト教にとって異教の）女神の良き友とされていた。

### キリスト教
キリスト教はユダヤ教の月経を穢れとする慣習を引き継いた。カトリックの元司祭で聖典学者のジョン・ワインガーズによると、月経に対する嫌悪感はキリスト教ではギリシャ語圏よりラテン語圏（西ヨーロッパ。ローマ・カトリック教会）で顕著であり、ラテン語圏では月経中の女性に対するタブーは一般的なことで、月経中の女性は「不潔」であり、他者に穢れを移す危険があると考えられていた。月経不浄視の根拠として、大プリニウスの記述が繰り返し引用された。ラテン語圏では月経中の女性は家に留まり、月経が終わって清められるまで、聖体拝領、祈り、教会から排除された。
初代教会は秘跡としての叙階を通して女性を助祭に任命しており、ビザンツ帝国のギリシャ語圏諸国でも一般的であったが、最初のラテン教父テルトゥリアヌスが女性が聖職者になることに大反対した影響もあり、女性が聖職から排除されるようになり、中世のラテン教父たちは月経を女性が聖職者になれない根拠とした。ワインガーズは、こうした扱いには、強い父権社会で公私共に女性の権利がなかったローマ帝国のローマ法が背景にあると指摘している。
13世紀のドメニコ会士でジェノヴァの大司教であったヤコブス・デ・ヴォラギネは『黄金伝説』で、女性は「子供を生まぬときの恥辱」「子供を生むときの罪の呪い」「出産のときの責苦の呪い」という3つの呪いを受けているが、聖母マリアはエバの血の穢れを完全に免れた奇跡の身体を持ち、彼女ただ一人が月経もなく、出産の苦しみもなく、人間の種子（精子）によらず妊娠し、苦痛なく無血でイエスを出産した完全無欠の聖なる処女であると説いている。なお新約聖書にこのような記述はない。カトリック教会はこの「無原罪の御宿り」の思想、聖母信仰で、女性で唯一聖母マリアに特権的な処女性を与え、彼女は原罪を免れた選ばれし聖処女、女を超越した存在とされたが、生身の人間の女性の女性性は否定されており、女性に己の性を完全否定させる面があった。

### 大衆文化
ヨーロッパの大衆文化では、生理中の女性は触るだけでなく、息をする、視線を向けるだけで、ものを腐らせるとも考えられていた。金細工人、亜麻織り職人、織物職人は、月経の穢れを持つ不浄な存在である女性に接する機会が多い職業であるため、卑賎視された。

### 近現代
19世紀後半には、月経が政治的関心の的になり、女性を様々に特徴づけるものとみなされた。血液を体外に流出させるという性質から、1840年代に定式化され流行していたエネルギー保存の法則に基づく解釈が行われ、毎月有限なエネルギーを体外に排出する女性の身体は「病理的」であり、月経は女性の不安定性や病弱性の根拠とされ、女性は男性とは同じように高等教育を受けるたり働くことはできないと主張された。

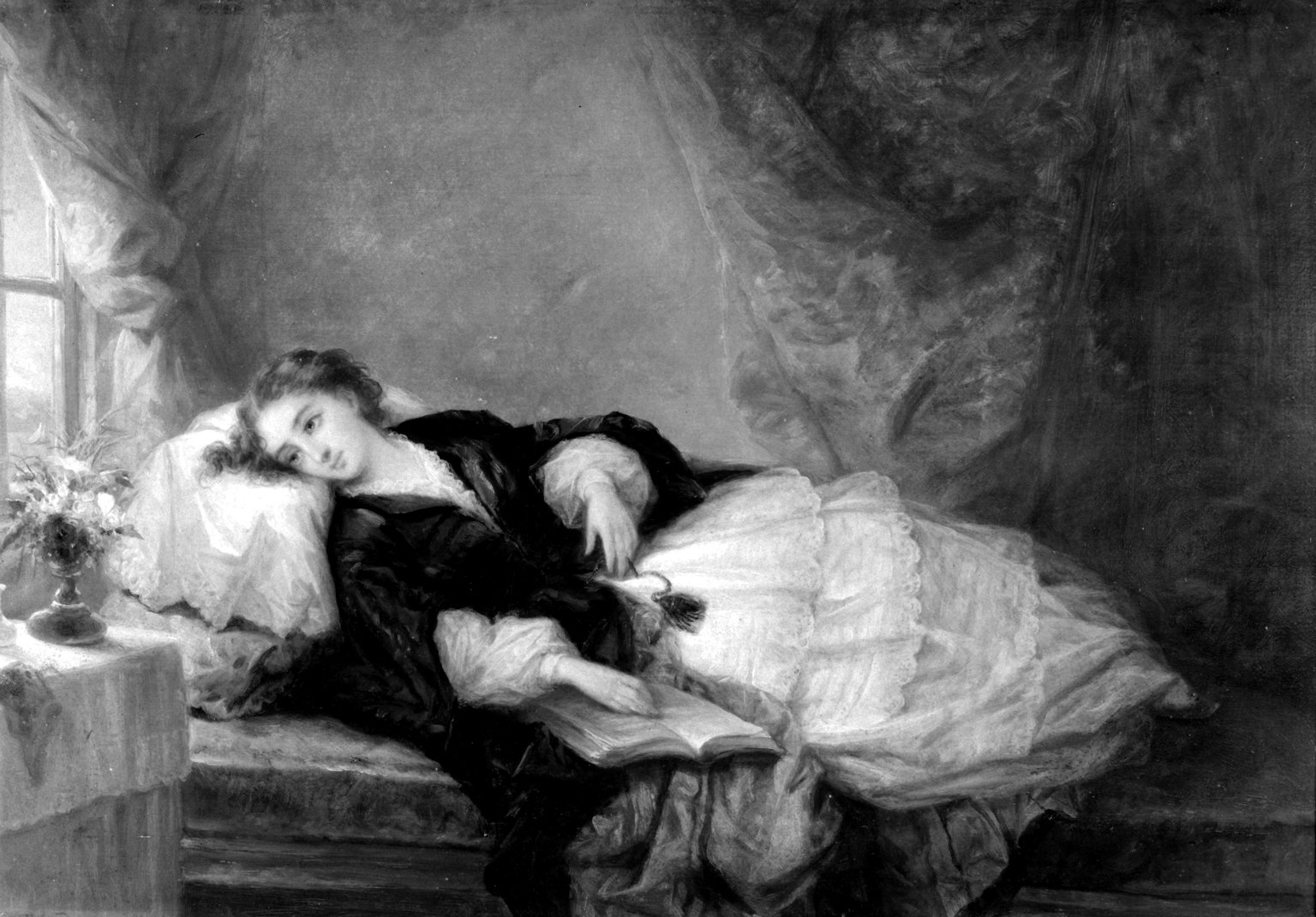
19世紀アメリカでは、神経衰弱・ヒステリーと診断された女性に対して、一切の活動を禁止する安静療法が行われていた

伝統的な西洋医学において月経は、生殖のための栄養が妊娠しなかった場合に体外に流出する現象、体液のバランスを保つための穏やかな生理現象と捉えられていたが（月経と体液病理説）、19世紀半ばに考え方が大きく変化した。哺乳類の発情期の排卵現象が観察されたことから、人間の女性の月経は下位哺乳類の発情期に相当し月経時に排卵が起こると考えられるようになり、月経は排卵の刺激が伝わって子宮が充血し、破裂、出血する現象と考えられるようになった。月経のイメージは一転して痛々しいものになり、女性は毎月月経によって苦しめられる病人とみなされ、女性は月経時安静にしなければ健康を害し将来不妊になる、身体の有限なエネルギーを頭脳ではなく月経機能に集中させるべきで、男性と同じように高等教育を受けるべきではない、家庭内に留まり外で働くべきではない、などと説かれた。
伝統的な西洋医学では生殖器官としての子宮や卵巣がヒステリーの原因とされていたが、近代医学では、19世紀の著名な病理解剖学者シャルコーがヒステリーには卵巣が関わる「卵巣性ヒステリー」という特殊な形があると語り、これを曲解したアメリカの外科医の中には女性のヒステリーの原因を卵巣と考える者が現れ、ヒステリーの治療として、卵巣の病理性に基づかない卵巣摘除術を行うようになり、1870‐80年代のアメリカで爆発的に流行した。

#### ダーウィニズムと女性犯罪月経要因説
チャールズ・ダーウィンが唱えた進化論は性別について男性優位の論であり、犯罪研究もこの影響を受けた。イタリアの犯罪人類学者チェーザレ・ロンブローゾといった犯罪学者達はダーウィンの思想の影響を受け、女性の犯罪を月経、女性ホルモン、ヒステリーと関連付けて「犯罪における月経要因説」を説き、女性は「科学的」に理性に乏しく、犯罪を犯しやすいと主張した。

## 日本

### 古代
古代の日本では、血は忌むべきものではなく、血には霊力が宿り、豊穣をもたらすと考えられ、月経は神聖視され、月経があるがゆえに女性は神と交流できると考えられていた。出血しても死に至ることのない月経は「神のみがなせる神秘の出来事」であり、月経期間中は神聖視され、それゆえに別火、別屋（月経小屋）で過ごした。
男性支配が強まる大和朝廷の頃には、月経は徐々に畏れられると同時に、不気味なもの、穢れたものとして忌避されるようになっていったと考えられる。月経の不浄視は、「天皇や宮廷を清浄化する反動として不可避的な『穢れ』の部分を弱者に負わせ、さらに、女性を身体的に『穢れ』を持つもの、『不浄のもの』として認識させた」支配者層や権力者層が作り出した（もしくは中国から導入した）社会システムであるという説が現在は有力なようである。
当初の女性および月経に対する穢れ観は、祓いで消滅する一時的なものというものだったが、沖縄などの一部の地域を除き、月経を恒常的・永続的に、秘すべき、恥ずべき、忌むべきものと見る月経の穢れ観が徐々に浸透していった。
月経の神聖視は薄まりながらも、平安時代中頃まで続いていたが、平安京の貴族社会を中心に穢れとしての月経観が定着していった。インド発の外来宗教密教と共に「清浄に対する不浄、神聖に対する汚穢」という宗教的な穢れ観が伝来し日本に定着したという見解もある。平安時代に『貞観式』や『延喜式』などの「式」において「血穢」が定められ、月経が「穢れ」として扱われるようになった。
インドで生まれた仏教は、世俗を離れ欲望を断つ出家を説き、男性修行者にとって女性（への肉欲）がいかに修行の障りとなるかが強調されており、女性の出家も認められていたが、男性中心性・女性抑圧性があった。後に女人五障説が説かれ女性は仏に成れないとされ、女性は男性に変じることで成仏できるという変成男子説が説かれ、これが女性不浄観、罪悪観につながっている。

### 中世
日本の月経の不浄視に最も影響を及ぼしたと考えらえるのが、中国で作られ、室町時代（15世紀）に日本に伝わった偽経「血盆経」信仰である（大日本続蔵経に「仏説大蔵正経血盆経」の題で収められている）。これは、（仏教的罪業ではない）経血によって女性は地神、水神等などを穢すとして経血を罪業とみなし、出産、月経の出血の罪で女性は死後血の池地獄に堕ちるが、血盆経を唱えれば救済されるという教えで、仏教の各宗派が女性信者を獲得するために唱えた。古来から日本にあった血を忌む思想と仏教の女性不浄観が習合し、女性は血を流すため不浄だと説かれたのである。
日本でも全国的に、月経中の女性を隔離する月経小屋や、乗舟の禁止など月経不浄視に基づく慣習あったが、これは血盆経信仰が熱心に行われた地域で特に多い。

### 近現代
月経小屋の習慣は地方によっては比較的近年まで行われており、家族と離れて食事を取る風習が戦後まで続いたところもあった。島根県古代文化センターの石山祥子は、月経中の女性が隔離される風習の根底にある思想自体は支持できるものではないが、日々の労働や家事から離れ安静に過ごせる面もあったと述べている。
明治になると、月経小屋や乗舟の禁止など月経不浄視に基づく慣習は禁止された。明治政府は「富国強兵」を実現するため（女性に子どもを生ませるため）女性の生殖を管理する必要があり、月経の不浄視を否定し、西洋医学に基づいて「正しい月経の在り方」を説く方向へと月経観を転換した。同時に月経は性別役割分業の根拠とされ、医師や教育者らは、「女性は月経があるがために心身が不安定である」、そのため「女性は学業や職業に向かない」と説き続けた。
1960年代に使い捨て生理用ナプキンが登場し、月経小屋の慣習はおおむね消滅し、使い捨て生理用ナプキンのアンネ社が「月経は当たり前の生理現象であり、恥ずべきこと、忌むべきことではない」という方針の元行ったマーケティングの影響もあり、日本における月経タブー視は劇的に軽減した。
2022年時点で、日本における月経の不浄視は完全になくなっておらず（相撲の土俵など、今も「血穢」を理由とした「女人禁制」は存在する）、プラン・インターナショナルの長島美紀は、「こうした女性を穢れた存在だとみなす視線は、生理に対する私たちの意識や態度にも影響を与えていると考えられます。」と述べている。歴史社会学者の田中ひかるは、「血穢」の概念から月経をタブー視する人は少ないとみているが、日本では月経の対処法を母親から学ぶ人がほとんどいうこともあり、長年育まれた月経に対するネガティブな理解・態度、月経に対する「隠すべきもの」「穢れたもの」といった意識は、母から娘へと連綿と継承されていると推測されている。
長島美紀は、こうした社会通念がいまだに根強く、正しい月経の知識や手当の方法が社会全体で共有されず、PMS（月経前症候群）などの不調を周囲が理解できない状態が続いていると述べている。東京大大学院准教授の甲賀かをりは、月経の問題がなかなか表面化してこなかった背景には、月経は隠すのが美徳とされてきた日本の風潮があるとしている。

#### 日本における女性犯罪月経要因説
チェーザレ・ロンブローゾらの著書が世界各地に広まり、日本の犯罪学者の間にも次第に広まった。大正時代、1920年代になると、大正デモクラシーや猟奇犯罪の多発を背景に、犯罪学者たちが活躍するようになり、犯罪実話や犯罪学の専門雑誌が出版され一般に人気を博し、ロンブローゾの著作も翻訳・紹介された。
江戸川乱歩と並ぶ人気探偵小説家の小酒井不木は学者であり、犯罪学の読み物の中でロンブローゾの学説を紹介し、女性の犯罪を月経とヒステリーに結びつけて繰り返し論じた。日本でも、女性は犯罪を犯しやすく、その要因は月経であるという説が広まり、第二次大戦後の刑事・司法の場でも影響が根強く残り、1974年の「甲山事件」では警察が事件関係者の女性たちの月経日を調べ、事件当日に月経中だった20代の女性を殺人容疑で逮捕したが、これは冤罪であり、無罪判決まで25年を要した。

##### 「女は嘘つき」という俗説
また、大正時代の犯罪学者たちはロンブローゾの主張を多用して「女は嘘つき」説を繰り返し、特に「女は強姦されてもいないのに、されたと嘘をつく」という主張を強調した。歴史社会学者の田中ひかるは、「『女は嘘つき』説は、性別役割分業が徹底された近代国家形成期に、女性特有の生理現象である月経と関連づけて語られ、長い間、（女性への）性犯罪を隠蔽するために都合よく使われてきた。」と述べている。なお、月経と嘘に因果関係があるという科学的根拠は存在しない。

## 月経について語ることのタブー視
月経は女性特有の生理現象であるため、男性から隠されていることも少なくない。そのため、欧米や日本での月経をめぐる活動でも、月経について語ることがタブー視されていることが、幾度となく問題視されている。

## 月経タブーとジェンダー規範
月経タブーとジェンダー規範は深く結びついており、女性としての振る舞いの規範に、月経が関係していると指摘されている。杉田映理・新本万里子は、「恥ずかしいもの」「秘匿すべきこと」「秘めごと」といった月経観は、女性の身体が性的なものとして見られていること、「セクシュアルなまなざしの対象になっていることを示している。」と述べている。

## 開発援助と現地の文化のせめぎ合い
月経をめぐって、何がどのようにタブーとされるかは文化によって異なり、生理の貧困の解消に取り組む場合、地域による文化的相違に着目する必要がある。国際開発では、月経に関する伝統的な慣習やタブーは否定的にみられており、UNESCO は「月経についての神話や誤解が蔓延し続ける」と表現しているが、杉田映理は文化人類学者として違和感を示しており、現地の文化、月経観と「月経に関する正しい教育」にはせめぎ合いがある。

## 羞恥心の扱い
月経教育や月経の社会における扱いについて、月経は恥ずかしものではないという考えを推進する動きも強いが、疑問の声もある。歴史社会学者の田中ひかるは「現在、月経を『隠したい』『恥ずかしい』と考える最大の理由は、それが『シモのこと』、性に関することだからであろう。『月経は単なる生理現象なのだから、恥ずかしがるのはおかしい』と言うのは易いが、羞恥心には個人差がある。」と述べ、羞恥心を頭ごなしに否定するのではなく、個々人に配慮するよう呼び掛けている。

## 支援における配慮の必要性
貧困への偏見と月経への偏見という二つのタブーが重なる生理の貧困では、支援を受ける中で被支援者が傷つくことがあり、低所得者層向け支援における配慮不足を指摘する声もある。日本では2022年時点で、生理用品無償配布は経済的に困窮している「貧困女性」「困っている女子生徒」の相談、支援に結びつけるための手段と位置付けられており、生理用品の配布は、役所等の窓口や学校の保健室で配布されることが多く、一部の学校ではトイレ内での提供が行われている。「＃みんなの生理」の福井みのりは、「『生理について誰にも相談することができなかった』というような声もあるなか、他人に申し出なければ生理用品を入手することができないという状況は、十分に配慮がなされているとはいえません」と、被支援者側に開示を強いる対面での配布に苦言を呈している。
韓国では、低所得者層の女生徒向けの生理用品用バウチャー（金券）の支給が行われているが、ネット上ではバウチャーについて、貧困を認めてバウチャーをもらう・貧困層だけがもらえるバウチャーを持ってナプキンを買いに行く、という2段階で当事者の女生徒を2度傷つけると、配慮の欠如を指摘し、現物支給にすべきという声もある。
また、日本では生理の貧困は、生理用品を買うお金のない女性や女子がいるという問題、と捉える傾向があるが、国際的な問題認識に比べ限定的であり、福井みのりは、例えば、原因を経済的問題に限定することで、家庭の（経済的問題以外の）状況や月経について話にくい雰囲気、ジェンダーアイデンティが女性以外の人々が経験する月経などが不可視化されると指摘している。月経は単に（性自認も生物学的にも女性である）女子と女性の問題ではなく、（生物学的に女性である）トランスジェンダー、ノンバイナリー、ジェンダー不合の人々の問題も含まれる。

## 意図せぬ偏見やタブーの強化
また、啓発目的であっても、月経に対する偏見やタブーに焦点を当て、このような否定的な考えを繰り返し続けることで、逆に強化につながる危険性も指摘されている。世界で初めて月経のあるすべての国民への生理用品の無料提供を法制化したスコットランドの試みは、先進的なものであるが、法制化に向けた議論には依然として月経への偏見がみられ、セント・アンドリューズ大学のベッティーナ・ビルドハウアーは、議論の中で、月経と、生理用品の無償提供で最も恩恵を受けるであろう性的マイノリティなどの社会から疎外された人々を結びつけることを通して、月経への偏見と、彼らへの偏見を意図せずに悪化させる副作用が生じていると分析している。